# بابامحمد (مقاطعة دورود)
بابامحمد (بالفارسية: بابامحمد) هي قرية تقع في قسم جان الريفي (مقاطعة دورود) في إيران. يقدر عدد سكانها بـ 88 نسمة .